# Zdeno Cíger
Zdeno Cíger (* 19. října 1969, Martin, Slovensko) je bývalý československý a slovenský lední hokejista, později hokejový trenér.

## Hokejová kariéra

### Klubová kariéra
S hokejem začínal v rodném Martině, v roce 1987 přestoupil do Dukly Trenčín, kde začal hrávat v nejvyšší československé soutěži. V ročníku 1988/89 si připsal výbornou bilanci 18 gólů a 30 asistencí, což mu vyneslo ocenění nejlepšího nováčka ligy. V roce 1988 byl draftován týmem New Jersey Devils z 54. místa. Do NHL naskočil v sezóně 1990/1991, v prvním roce nasbíral 25 kanadských bodů. V další sezóně se dostal do jedné formace s krajanem Petrem Šťastným, v jejím průběhu si však zlomil ruku a většinu ročníku vynechal. V průběhu své třetí sezóny v New Jersey byl vyměněn do Edmonton Oilers za Bernieho Nichollse a Kevina Todda. V Edmontonu si Cíger individuální statistiky vylepšil, nejlepšího výsledku dosáhl v sezóně 1995/1996, kdy zaznamenal 31 branek a 39 asistencí. Tehdejší manažer Oilers Glenn Sather mu poté nabízel lukrativní několikaletou smlouvu, Cíger ji však odmítl a vrátil se na Slovensko. Pět let hrál za HC Slovan Bratislava a byl hvězdou slovenské extraligy. Slovan dovedl ke dvěma titulům slovenského mistra. V roce 2001 se rozhodl pro návrat do NHL. Podepsal kontrakt s New York Rangers, nedostával však dostatek příležitostí a v průběhu sezóny byl vyměněn do Tampy Bay, tam jej ale opět přibrzdilo zranění. Po jednom roce se tak rozhodl pro návrat na Slovensko do Slovanu Bratislava, i když zájem měly i další kluby. Ve Slovanu odehrál dva extraligové ročníky, v prvním (2002/2003) získal s klubem další titul, ve druhém (2003/2004) byl v play-off za kontakt s rozhodčím distancován na šest utkání. Poté kariéru přerušil, což zdůvodnil potřebou odpočinku. K hokeji se vrátil až koncem sezóny 2004/2005, kdy v době výluky v NHL hrála ve slovenské lize řada hvězd a velkým favoritem na titul byla Dukla Trenčín, kterou posílili Pavol Demitra, Marián Hossa či Marián Gáborík. Slovan vedený Zdeno Cígerem a Miroslavem Šatanem však Trenčín v semifinále vyřadil a vybojoval nakonec další mistrovský titul. Po tomto úspěchu opět kariéru přerušil a vrátil se až ke konci další sezóny, v prvním kole play-off však Slovan podlehl Košicím. Hráčskou kariéru oficiálně neukončil, ale začal se věnovat trenérství.

### Reprezentační kariéra
Jako junior byl členem československé reprezentace na šampionátech do 18 i 20 let. Jeho první velkou seniorskou akcí bylo mistrovství světa 1989, kde hrál jako devatenáctiletý. Byl členem nejproduktivnějšího útoku (s Vladimírem Růžičkou a Vladimírem Svitekem) a pomohl vybojovat bronzovou medaili. Stejného úspěchu dosáhl i o rok později na mistrovství světa ve Švýcarsku. Po návratu z NHL se stal základním pilířem nové slovenské reprezentace, které pomohl k postupu do elitní kategorie mistrovství světa. Účastnil se poté mistrovství světa v letech 1996, 1997, 1999, 2001 a 2003. Na svém posledním šampionátu získal třetí bronzovou medaili. Reprezentoval také na olympijských hrách 1998.

## Trenérská kariéra
V srpnu 2006 byl jmenován asistentem reprezentačního trenéra Júliuse Šuplera a v této funkci také působil na MS 2007. Koncem roku 2006 začal trénovat Slovan Bratislava a v sezónách 2006/2007 a 2007/2008 dovedl mužstvo ke slovenskému mistrovskému titulu. Stal se tak prvním trenérem, kterému se podařilo titul obhájit. V říjnu 2008 však po neuspokojivých výsledcích z funkce odstoupil. 18. srpna 2015 ho Výkonný výbor SZĽH jmenoval hlavním trenérem slovenské reprezentace, kterou převzal od 1. září 2015. Na MS 2017 pořádaném ve Francii a Německu dovedl mužstvo ke 14. místu, které se tak stalo dosavadním nejhorším umístěním Slovenska v elitní skupině MS.

## Úspěchy a ocenění
Týmové
- mistr slovenské extraligy v letech 1998, 2000, 2003 a 2005
- bronzová medaile z mistrovství světa v letech 1989, 1990 a 2003

Individuální
- 1988/1989 – Nejlepší nováček
- vítěz ankety Zlatý puk pro nejlepšího slovenského hokejistu 1997
- vyhlášen nejlepším slovenským útočníkem 1998, 1999
- vyhlášen slovenským trenérem roku 2009
- člen All-stars týmu slovenské extraligy v sezónách 1997/98, 1998/99, 1999/2000, 2000/01, 2002/03
- v listopadu 2014 byl uveden do Síně slávy slovenského hokeje

## Klubové statistiky
| Sezona  | Klub                 | Soutěž  | Základní část | Základní část | Základní část | Základní část | Základní část | Základní část | Play off | Play off | Play off | Play off | Play off | Play off |
| Sezona  | Klub                 | Soutěž  | Z             | G             | A             | B             | TM            | + / -         | Z        | G        | A        | B        | TM       | + / -    |
| ------- | -------------------- | ------- | ------------- | ------------- | ------------- | ------------- | ------------- | ------------- | -------- | -------- | -------- | -------- | -------- | -------- |
| 1987/88 | HC Dukla Trenčín     | 1. ČSHL | 8             | 3             | 4             | 7             | 2             |               |          |          |          |          |          |          |
| 1988/89 | HC Dukla Trenčín     | 1. ČSHL | 43            | 18            | 30            | 48            | 18            |               |          |          |          |          |          |          |
| 1989/90 | HC Dukla Trenčín     | 1. ČSHL | 53            | 18            | 28            | 46            |               |               |          |          |          |          |          |          |
| 1990/91 | New Jersey Devils    | NHL     | 45            | 8             | 17            | 25            | 8             | +3            | 6        | 0        | 2        | 2        | 4        | -1       |
|         | Utica Devils         | AHL     | 8             | 5             | 4             | 9             | 2             |               |          |          |          |          |          |          |
| 1991/92 | New Jersey Devils    | NHL     | 20            | 6             | 5             | 11            | 10            | -2            | 7        | 2        | 4        | 6        | 0        | 0        |
| 1992/93 | New Jersey Devils    | NHL     | 27            | 4             | 8             | 12            | 2             | -8            |          |          |          |          |          |          |
|         | Edmonton Oilers      | NHL     | 37            | 9             | 15            | 24            | 6             | -5            |          |          |          |          |          |          |
| 1993/94 | Edmonton Oilers      | NHL     | 84            | 22            | 35            | 57            | 8             | -11           |          |          |          |          |          |          |
| 1994/95 | Edmonton Oilers      | NHL     | 5             | 2             | 2             | 4             | 0             | -1            |          |          |          |          |          |          |
|         | HC Dukla Trenčín     | SE      | 33            | 23            | 25            | 48            | 8             | +47           | 9        | 2        | 9        | 11       | 2        |          |
| 1995/96 | Edmonton Oilers      | NHL     | 78            | 31            | 39            | 70            | 41            | -15           |          |          |          |          |          |          |
| 1996/97 | HC Slovan Bratislava | SE      | 44            | 26            | 27            | 53            | 44            | +35           | 2        | 1        | 3        | 4        |          |          |
|         | HC Slovan Bratislava | EHL     | 6             | 4             | 5             | 9             | 2             | +5            | 2        | 1        | 1        | 2        | 2        |          |
| 1997/98 | HC Slovan Bratislava | SE      | 36            | 14            | 31            | 45            | 2             | +44           | 11       | 6        | 10       | 16       | 4        |          |
|         | HC Slovan Bratislava | EHL     | 6             | 1             | 3             | 4             | 6             |               | 2        | 0        | 2        | 2        | 0        |          |
| 1998/99 | HC Slovan Bratislava | SE      | 40            | 26            | 32            | 58            | 10            | +61           | 9        | 3        | 10       | 13       |          |          |
| 1999/00 | HC Slovan Bratislava | SE      | 52            | 23            | 39            | 62            | 48            | +29           | 7        | 1        | 8        | 9        | 0        | +14      |
| 2000/01 | HC Slovan Bratislava | SE      | 53            | 17            | 32            | 49            | 22            | +17           | 8        | 6        | 3        | 9        | 16       | +4       |
| 2001/02 | New York Rangers     | NHL     | 29            | 6             | 7             | 13            | 16            | -3            |          |          |          |          |          |          |
|         | Tampa Bay Lightning  | NHL     | 27            | 6             | 6             | 12            | 10            | -12           |          |          |          |          |          |          |
| 2002/03 | HC Slovan Bratislava | SE      | 28            | 10            | 24            | 34            | 28            | +18           | 13       | 5        | 6        | 11       | 10       | +5       |
| 2003/04 | HC Slovan Bratislava | SE      | 51            | 22            | 38            | 60            | 38            | +25           | 6        | 0        | 4        | 4        | 31       | +1       |
| 2004/05 | HC Slovan Bratislava | SE      | 7             | 4             | 4             | 8             | 2             | +6            | 19       | 6        | 15       | 21       | 10       | +14      |
| 2005/06 | HC Slovan Bratislava | SE      | 11            | 4             | 7             | 11            | 12            | +4            | 4        | 1        | 1        | 2        | 0        | -3       |
|         | NHL celkem           |         | 352           | 94            | 134           | 228           | 101           |               | 13       | 2        | 6        | 8        | 4        |          |

## Reprezentace
Statistiky reprezentace na Mistrovstvích světa a Olympijských hrách:
| Turnaj             | Místo konání                                   | Z  | G  | A  | B  | Umístění         | Soupisky          |
| ------------------ | ---------------------------------------------- | -- | -- | -- | -- | ---------------- | ----------------- |
| MS 1989            | Švédsko (Stockholm, Södertälje)                | 10 | 2  | 5  | 7  | Bronzová medaile | Soupiska MS 1989  |
| MS 1990            | Švýcarsko (Bern a Fribourg)                    | 10 | 5  | 1  | 6  | Bronzová medaile | Soupiska MS 1990  |
| KP 1991            | Severní Amerika                                | 5  | 0  | 0  | 0  | 6. místo v ZČ    | Soupiska          |
| MS 1995 (skup.B)   | Slovensko (Bratislava)                         | 7  | 7  | 4  | 11 | Zlatá medaile    |                   |
| MS 1996            | Rakousko (Vídeň)                               | 3  | 1  | 0  | 1  | 10. místo        | Soupiska MS 1996  |
| SP 1996            | Severní Amerika, Evropa                        | 3  | 1  | 0  | 1  | 7. místo         | Soupiska          |
| MS 1997 –          | Finsko (Helsinky, Turku, Tampere)              | 8  | 4  | 1  | 5  | 9. místo         | Soupiska MS 1997  |
| ZOH 1998 –         | Japonsko (Nagano)                              | 4  | 1  | 1  | 2  | 10. místo        | Soupiska ZOH 1998 |
| MS 1998 –          | Švýcarsko (Curych, Basilej)                    | 6  | 0  | 1  | 1  | 7. místo         | Soupiska MS 1998  |
| MS 1999 –          | Norsko (Hamar, Lillehammer, Oslo)              | 6  | 2  | 4  | 6  | 7. místo         | Soupiska MS 1999  |
| MS 2001            | Německo (Norimberk, Kolín nad Rýnem, Hannover) | 7  | 1  | 2  | 3  | 7. místo         | Soupiska MS 2001  |
| MS 2003            | Finsko (Helsinky)                              | 1  | 0  | 0  | 0  | Bronzová medaile | Soupiska MS 2003  |
| Celkem na MS (9x)  |                                                | 58 | 22 | 18 | 40 |                  |                   |
| Celkem na ZOH (1x) |                                                | 4  | 1  | 1  | 2  |                  |                   |